# آماندا هندریکس
آماندا هندریکس (انگلیسی: Amanda Hendrix؛ زادهٔ ۲۱ مهٔ ۱۹۶۸) اخترشناس آمریکایی است.